# KPN
KPN N.V. (tidligere Koninklijke PTT Nederlands) er en hollandsk telekommunikationsvirksomhed. Forretningen omfatter mobiltelefoni, fastnet, bredbånd, tv og detailhandel. I 2020 var omsætningen på 5,283 mia. euro.
KPN i dets nuværende form begyndte i 1989, da det statsejede (post-, telefoni- og telegrafvæsen) blev reorganiseret som en privat virksomhed med navnet Koninklijke PTT Nederlands. KPN drev også postvirksomhed indtil 1998, hvor TNT N.V. (i dag PostNL) blev oprettet som et selvstændig postselskab.